# Lorenz Oken
Lorenz Oken (1 de agosto de 1779 - 11 de agosto de 1851), originalmente Lorenz Ockenfuss, fue un naturalista alemán, uno de los representantes más sobresalientes de la Naturphilosophie.

## Biografía
Nacido en Bohlsbach, Suabia, y apellidado originalmente Ockenfuss, estudió Historia Natural y Medicina en la Universidad de Würzburg. Una vez admitido en la Universidad de Gotinga es nombrado Privatdozent y abrevia su apellido en Oken.
En 1802 publica un breve trabajo titulado Grundriss der Naturphilosophie, der Theorie der Sinne, mit der darauf gegründeten Classification der Thiere. Se trata del primer documento de una serie de publicaciones que le confirieron el estatuto de líder de la Naturphilosophie.
En 1804 publica una Estimación de las líneas generales de la Naturphilosophie donde comienza a construir una biología fundamentada en los principios establecidos por Schelling.
En 1805 publica La Generación, donde establecía un paralelismo entre la anatomía y la embriología de diversos animales. Según Oken, los seres vivos están compuestos de infusorios, animales primordiales que se reunirían en el proceso de la ontogénesis y que volverían a separarse a la muerte del animal.

## Obra

### La filosofía natural de Lorenz Oken
El sistema de Oken está basado en la idea de Schelling de las fuerzas antagonistas que, tratando de anularse, son responsables de la actividad que gobierna a todos los objetos, vivos e inertes, que componen el Cosmos. La fundamentación del sistema de Oken es matemática, inscribiéndose, así, en la tradición pitagórica. Oken parte de la fórmula: 1 - 1 = 0. El 1 representa la Materia, la parte pasiva de la Naturaleza. El - 1 representa al Espíritu, la parte creativa de la Naturaleza. El 0 es el resultado de la unión de ambas fuerzas antagonistas, y se identifica con la Divinidad.
A partir de este marco teórico fundamental, Oken deriva la totalidad de sus teorías geológicas y orgánicas. Entre ellas destaca la teoría vertebral del cráneo, según la cual, el cráneo no es más que una tríada de vértebras metamorfoseadas.

### La teoría vertebral del cráneo
En 1807 Lorenz Oken publica su obra Sobre la significación de los huesos del cráneo donde expone la teoría según la cual el cráneo es un conjunto de varias vérteras modificadas, cada una de ellas asociada a uno de los sentidos. Esta teoría está, para Oken, profundamente vinculada a su filosofía: los huesos representan el polo terroso y pasivo de la Naturaleza y los nervios el polo solar y activo (creatividad de la materia)
Por otro lado, Oken estableció un paralelismo entre las vértebras del cráneo y las que conformaban la columna vertebral, de modo que la cabeza repetía la estructura del tronco. La analogía se fundaba, de nuevo, en razones tanto morfológicas como funcionales, pues, según Oken, el tórax y la cavidez nasal estaban ligados a la respiración.

## Eponimia
- El cráter lunar Oken lleva este nombre en su memoria.[1]
- El asteroide (46563) Oken también conmemora su nombre.[2]

## Abreviatura (zoología)
La abreviatura Oken  se emplea para indicar a Lorenz Oken como autoridad en la descripción y taxonomía en zoología.

- La abreviatura «Oken» se emplea para indicar a Lorenz Oken como autoridad en la descripción y clasificación científica de los vegetales.[3]